# In-vivo-Diagnostika
In-vivo-Diagnostika sind Mittel, die in lebenden Patienten oder Tieren (in vivo) zum Zweck einer medizinischen Diagnose verwendet werden.
Ein bekanntes Beispiel sind die Kontrastmittel, die beispielsweise bei der Röntgen-Durchleuchtung, der Computertomografie, der Magnetresonanztomografie- und bei Ultraschalluntersuchungen eingesetzt werden. Dem Patienten wird vor oder während einer Untersuchung mit einem bildgebenden Verfahren das Kontrastmittel verabreicht. Kontrastmittel verbessern die diagnostische Aussagekraft dieser bildgebenden  Verfahren.

## Rechtliche Einordnung
In-vivo-Diagnostika fallen, sofern sie nicht pharmakologisch, immunologisch oder metabolisch wirksam sind, in den Ländern der EU unter die Definition der Richtlinie 93/42/EWG über Medizinprodukte, welche auch ihre gesetzliche Regelung vorsieht. Viele Länder haben diese Einordnung in ihre nationale Gesetzgebung übernommen. Abweichend davon gelten in Deutschland physikalisch wirksame In-vivo-Diagnostika nicht als Medizinprodukte, sondern als Arzneimittel und fallen somit nicht unter das Medizinprodukterecht.

## Nutzen-Risiko-Verhältnis
Da In-vivo-Diagnostika sehr häufig bei gesunden Patienten eingesetzt werden, beziehungsweise vor der Verabreichung der Gesundheitszustand des Patienten häufig noch nicht bestimmt ist, sind für die Zulassung völlig andere Kriterien als bei einem Medikament relevant. Muss für ein Medikament in den klinischen Studien für die beantragte Zulassung eine eindeutige Wirksamkeit nachgewiesen werden, bei der – je nach Indikation mehr oder weniger starke Nebenwirkungen toleriert werden können (siehe: Nutzen-Risiko-Verhältnis), so werden für die Zulassung eines In-vivo-Diagnostikums Nebenwirkungen so gut wie nicht toleriert.

## Produktbeispiele
Zu den In-vivo-Diagnostika zählen unter anderem:
- Kontrastmittel in den bildgebenden Verfahren
  - Röntgen, Computertomografie (Röntgen)
  - Magnetresonanztomografie („Kernspin“)
  - Sonografie (Ultraschall)
- Radioisotope (wie beispielsweise 2-FDG (Fluordesoxyglucose) oder 99mTc) für die bildgebenden Verfahren
  - Szintigrafie
  - PET
  - SPECT

## Aktuelle Entwicklungen
Ein Forschungsschwerpunkt für zukünftige In-vivo-Diagnostika liegt derzeit im Bereich der Nanotechnologie. Zur Verbesserung der bildgebenden Verfahren können Antikörper oder andere Biomoleküle wie beispielsweise Oligonukleotide, Aptamere, kurze Proteinsequenzen usw., an Nanopartikel gebunden werden, die fluoreszierende, magnetische oder akustische Signale induzieren.
Mit der gezielten Anbindung nanopartikulärer Kontrastmittel an kranken Zellen hofft man die Früherkennung, beispielsweise bei Herz-Kreislauf-Erkrankungen, zu verbessern und bei Tumoren die Risikoklassifizierung und die Therapiekontrolle zu präzisieren. Langfristiges Ziel ist die Früherkennung von Erkrankungen auf zellulärer Ebene.
Eine Reihe von monoklonalen Antikörpern wird heute schon in der In-vivo-Diagnostik eingesetzt. Die Erkennungsregionen dieser Antikörper sind gegen Epitope und Neoepitope gerichtet, die meist mit bestimmten Tumoren oder Entzündungszellen assoziiert sind. Derzeit werden alle Antikörper mit Radioisotopen markiert, die harte Gamma-Strahlen aussenden. Sehr häufig wird dabei das metastabile Radioisotop 99mTc verwendet. Es laufen verschiedene Forschungsprogramme, um diese Form der Diagnostik ohne ionisierende Strahlungsquellen, beispielsweise mittels Magnetresonanztomografie, durchführen zu können.
- Arcitumomab, ist ein Fab-Fragment eines murinen monoklonalen Antikörpers, der ein Epitop des carcinoembryonalen Antigens (CEA) erkennt. Dieses Protein wird besonders stark in der embryonalen Darmschleimhaut und in Karzinomen des Gastrointestinaltraktes synthetisiert. CEA ist als Erkennungsmolekül für die Darstellung metastasierender Karzinome geeignet.[7]
- Sulesomab, ist ebenfalls ein Fab-Fragment eines murinen monoklonalen Antikörpers, der ein Epitop auf der Oberfläche von Granulozyten erkennt. Es kann eingesetzt werden um Infektions- und Entzündungsherde, beispielsweise bei Patienten mit Osteomyelitis, darzustellen.
- Votumumab, ist ein humaner monoklonaler Antikörper. Der Antikörper wurde aus einer humanen lymphoblastoiden Zelllinie isoliert, die durch Infektion mit dem Epstein-Barr-Virus immortalisiert wurde. Man kann den Antikörper zum Aufspüren von Rezidiven kolorektaler Tumoren verwenden.
- Igovomab, ein F(ab')2-Fragment eines murinen monoklonalen Antikörpers, der das CA 125-Antigen erkennt. CA 125 ist ein oncofetales Protein, das in mehr als 90 Prozent der ovariellen serösen Adenokarzinome exprimiert wird. Igovomab wird zur immunoszintigraphischen Detektion von Rezidiven eines ovariellen Adenokarzinoms eingesetzt.[8]

Die in den Beispielen aufgeführten Antikörper sind zum Teil auch für die Therapie zugelassen. Dadurch wird die bisher klassische Abgrenzung zwischen Diagnostik und Therapie aufgehoben, beziehungsweise kommt es zu einer deutlichen Überlappung beider Arbeitsgebiete. Das Kofferwort Theranostik wurde als stehender Begriff gebildet.